# Wikipédia en võro
Wikipédia en võro (en võro : Võrokeeline Vikipeediä) est l'édition de Wikipédia en võro, langue sud-estonienne appartenant à la famille des langues fenniques parlée en Estonie. Le võro est considéré par certains linguistes comme un dialecte de l'estonien. L'édition est lancée en juin 2005,,,. Son code est : fiu-vro, bien que le code pour le võro dans la norme ISO 639-3 est vro.
Au 20 mars 2025, l'édition en võro contient 6 760 articles et compte 15 401 contributeurs, dont 23 contributeurs actifs et 4 administrateurs.

## Présentation

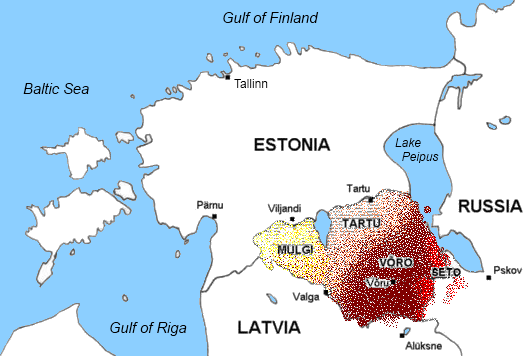
Aire de diffusion du võro.

## Statistiques
- En février 2009, l'édition en võro compte quelque 2 100 articles et 920 utilisateurs enregistrés.
- En décembre 2018, elle compte 5 400 articles.
- Le 7 novembre 2022, elle contient 6 372 articles et compte 13 367 contributeurs, dont 22 contributeurs actifs et 4 administrateurs.
- Le 5 octobre 2024, elle contient 6 703 articles et compte 15 016 contributeurs, dont 19 contributeurs actifs et 4 administrateurs.